# Blowfish-encryptiealgoritme

De Feistelstructuur van Blowfish

De ronde functie (Feistelfunctie) van Blowfish

Blowfish is een door Bruce Schneier ontwikkeld versleutelingsalgoritme. Het is voor het eerst gepubliceerd in 1993.
Blowfish is een symmetrische blokversleutelingstechniek, die met sleutellengtes van 32 tot 448 bits overweg kan. Blowfish is een krachtig algoritme. De blokgrootte van 64 bits is echter aan de kleine kant, waardoor men vaker de voorkeur geeft aan versleutelingsalgoritmes met grotere blokken, zoals Twofish. De eerste 64 bits van het algoritme kunnen echter met een brute force gekraakt worden. De ontwikkelaar raadt sinds 2007 aan om de nieuwe variant Twofish te gebruiken. Het algoritme is toegevoegd aan de Linux-kernel.
Het Blowfish-algoritme is vrij beschikbaar.

## Toepassingen
Blowfish is een snel algoritme en kan als vervanger van DES of IDEA worden toegepast.